# 马斯梯斯劳省

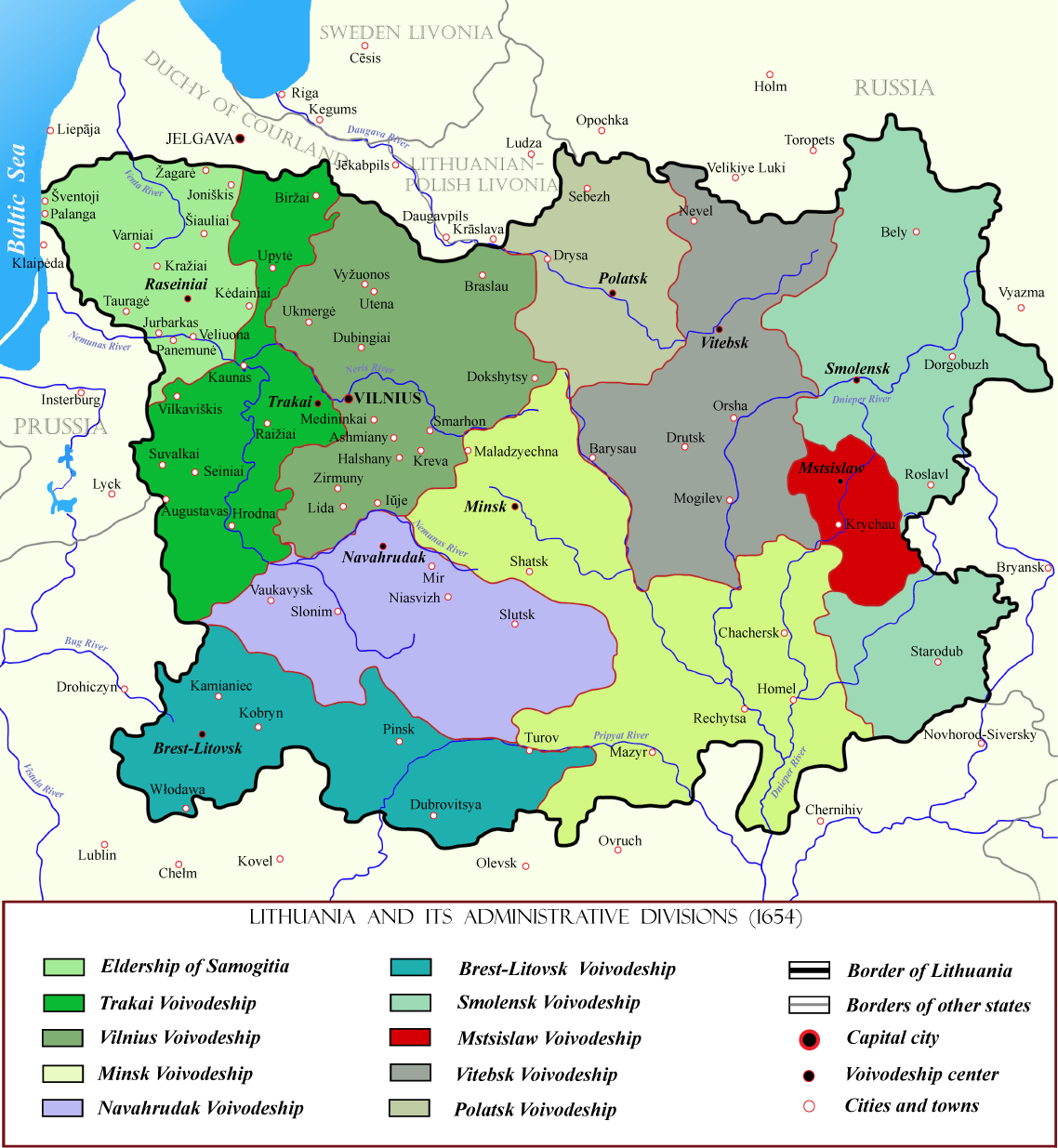
马斯梯斯劳省（红区）

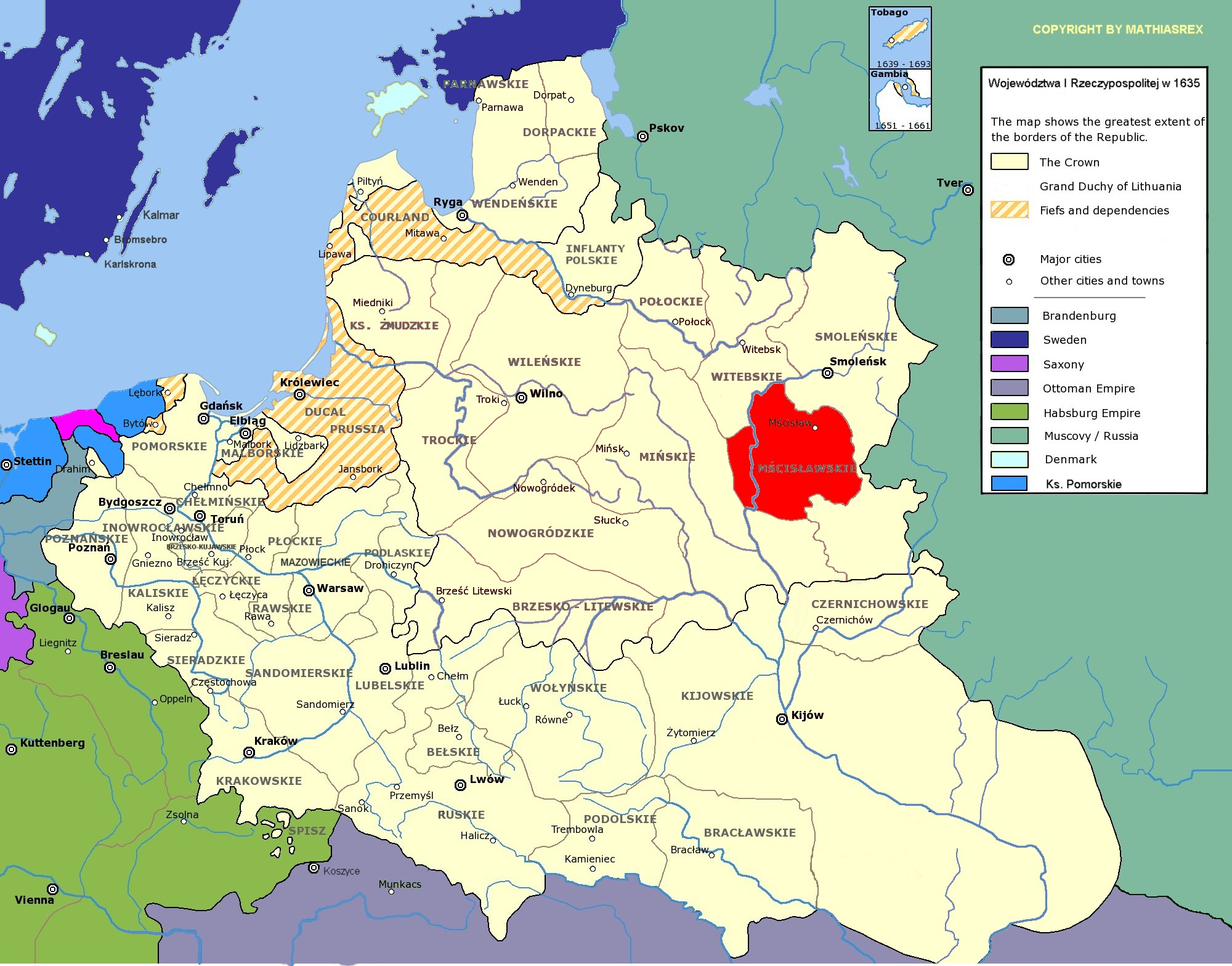
马斯梯斯劳省在波兰立陶宛联邦的位置

马斯梯斯劳省或马斯梯斯瓦夫省（波蘭語：Województwo Mścisławskie）是一个16世纪建立，1795年瓜分波兰时撤销的立陶宛大公国行政区划和地方政府（自16世纪中期属于波兰立陶宛联邦）。

## 政府部门所在地
省总督（Wojewoda）所在地：
- 马斯梯斯劳

## 省总督
- 雅奴什·斯库明·提施基维迟（1621年-1626年）
- 米科瓦耶·基施卡（1626年-1636年）
- 米科瓦耶·阿布拉莫维迟（1643年-1647年）
- 弗雷德里克·萨佩哈（1647年-1650年）